# No basta
«No basta» es una canción escrita, producida e interpretada por el cantautor italo-venezolano Franco De Vita. Fue lanzado por CBS Discos como el sencillo principal del cuarto álbum de estudio Extranjero (1990), convirtiéndose en su primer sencillo número uno en el Billboard Top Latin Songs. La canción transmite «un mensaje conmovedor sobre los niños que necesitan amor, no solo posesiones materiales». El vídeo musical grabado para la canción obtuvo el premio International Viewer's Choice Award en los MTV Video Music Awards de 1991. El cantante decidió donar el premio a una campaña contra la discriminación en Estados Unidos. El video ganó un Billboard Video Music Award al Video Latino del Año de un Artista Masculino.
La canción debutó en la lista Billboard Top Latin Songs (anteriormente Hot Latin Tracks) en el puesto 26 en la semana del 9 de febrero de 1991, subiendo al top diez tres semanas después.    «No basta» alcanzó el puesto número uno el 30 de marzo de 1991,  reemplazando a «Sopa de caracol» del conjunto musical hondureño Banda Blanca y siendo sucedido por «Mi deseo» de la banda mexicana Los Bukis, seis semanas después.  «No basta» terminó 1991 como el octavo sencillo latino con mejor desempeño del año en los Estados Unidos. 